# Thapsia tenuifolia
Thapsia tenuifolia är en växtart i släktet Thapsia och familjen flockblommiga växter.
Arten är en flerårig ört som förekommer på Iberiska halvön. Den beskrevs av Mariano Lagasca y Segura 1816.